# Spizzenergi

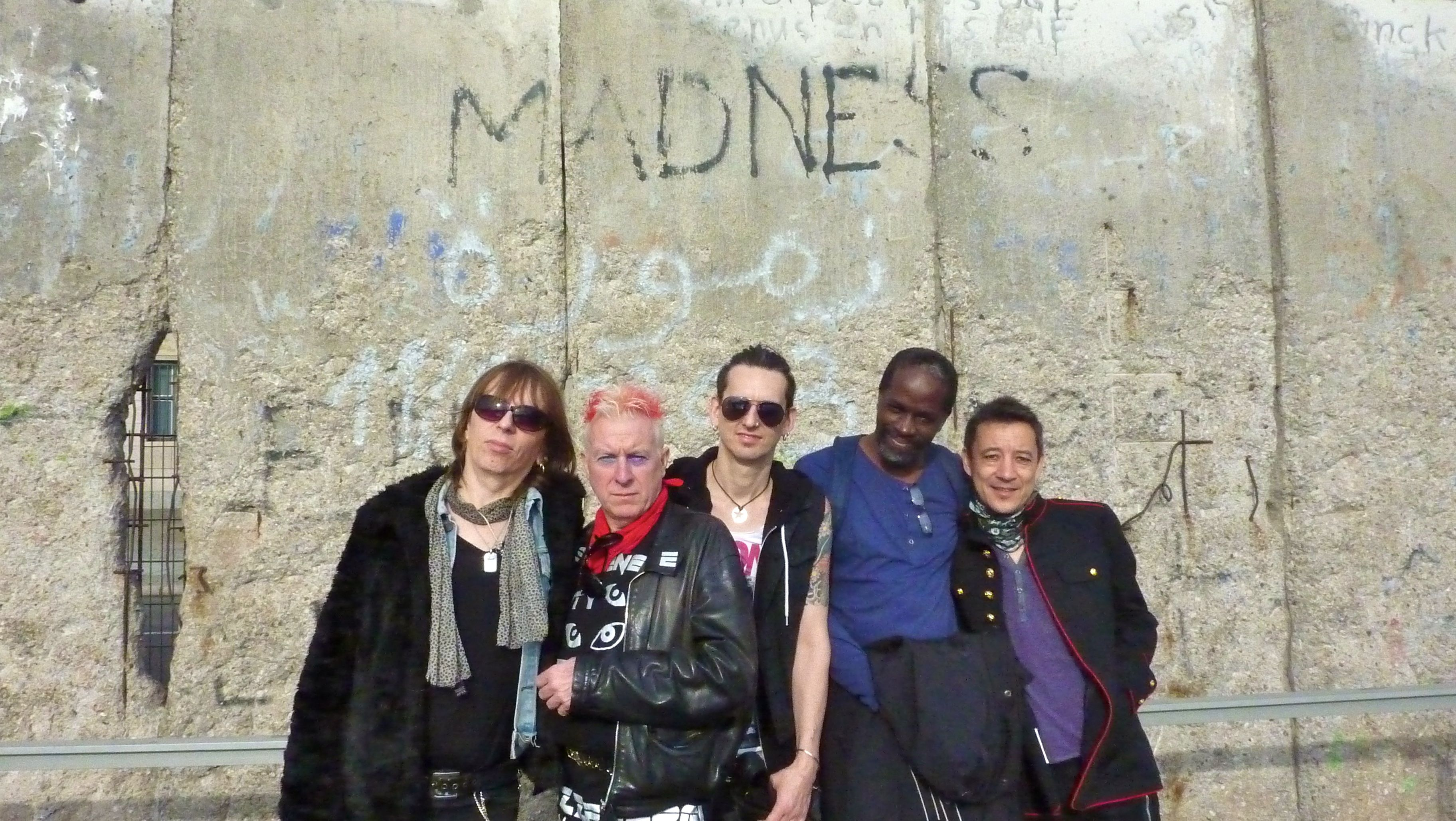
Spizzenergi

Spizzenergi, auch Spizzoil, Spizz Energi und Athletico Spizz 80, ist eine Punkrock-Band aus Birmingham. Sie veröffentlichte mehrere Singles im Zeitraum Juli 1978 bis 1980 sowie ein Album. Die Bandmitglieder waren Kenneth Spiers (Gesang), Mark Coalfield (Keyboard, Gesang), Dave Scott (Gitarre), Jim Solar (Bass) und Hero Shima (Schlagzeug).

## Diskografie

### Singles
| Datum | Name               | Titel                     | Label       | Katalognummer |
| ----- | ------------------ | ------------------------- | ----------- | ------------- |
| 1978  | Spizzoil           | 6000 Crazy                | Rough Trade | RTSO1         |
| 1978  | Spizzoil           | Cold City                 | Rough Trade | RTSO2         |
| 1979  | Spizzenergi        | Soldier, Soldier          | Rough Trade | RTSO3         |
| 1979  | Spizzenergi        | Where’s Captain Kirk      | Rough Trade | RTSO4         |
| 1980  | Athletico Spizz 80 | No Room / Spock’s Missing | Rough Trade | RTS05         |
| 1980  | Athletico Spizz 80 | Hot Deserts               | A&M         | AMS7550       |
| 1980  | Athletico Spizz 80 | Central Park              | A&M         | AMS7566       |
| 1982  | Spizzenergi2       | Mega City 3 / Work        | Rough Trade | RTSO 6        |

### Alben
- Do A Runner
- Where’s Captain Kirk – The very Best of Spizz. Darkside records